# 베개봉역
베개봉역(-峰驛)은 조선민주주의인민공화국 량강도 삼지연군에 위치해 있는 삼지연선의 철도역이다. 높이 1,621m의 베개봉이 인근에 위치해 있어 그에 따라 역명을 제정하였다. 